# ناديا كالفينو
ناديا كالفينو (من مواليد 3 أكتوبر 1968) اقتصادية وموظفة حكومية إسبانية، تشغل منصب النائب الأول لرئيس وزراء إسبانيا منذ يوليو 2021 ووزير الاقتصاد منذ عام 2018 في عهد رئيس الوزراء بيدرو سانشيز. في عام 2020 تم تغيير اسم وزارتها إلى وزيرة الشؤون الاقتصادية والتحول الرقمي.
بدأت كالفينو حياتها المهنية في مناصب مختلفة في وزارة الاقتصاد وفي عام 2006 بدأت العمل في المفوضية الأوروبية. عملت في العديد من المديريات العامة وفي عام 2014 تم تعيينها مديرة عامة للميزانية. عملت في منصبها حتى يونيو 2018 عندما عينها رئيس الوزراء بيدرو سانشيز وزيرة للاقتصاد والأعمال. في عام 2020 قام رئيس الوزراء بترقيتها إلى نائبة رئيس الوزراء.

## الحياة المهنية
كالفينو عضو في هيئة كبار خبراء الاقتصاد في الدولة والمستشارين التجاريين. في الإدارة الإسبانية شغلت منصب المدير العام للجنة المنافسة الوطنية.
بعد أكثر من عقد من العمل في وزارة الاقتصاد الإسبانية انتقلت إلى المفوضية الأوروبية في عام 2006. وهناك شغلت مناصب نائب المدير العام الملحق بالمديرية العامة للمنافسة ونائب المدير العام في المديرية العامة للسوق الداخلي والصناعة وريادة الأعمال والشركات الصغيرة والمتوسطة، وكذلك نائب المدير العام في المديرية العامة للاستقرار المالي والخدمات المالية واتحاد أسواق رأس المال.
من عام 2014 إلى عام 2018 شغلت كالفينو منصب المدير العام للميزانية، تحت قيادة المفوض الأوروبي غونتر أوتينجر. عملت أيضًا كأستاذة في جامعة كومبلوتنس.

### وزيرة الاقتصاد الإسباني
في يونيو 2018 تم اختيار كالفينو من قبل رئيس الوزراء بيدرو سانشيز ليكون جزءًا من حكومته الجديدة كوزير للاقتصاد والأعمال في إسبانيا، بعد اقتراح اللوم الذي قدمه حزب العمال الاشتراكي ضد الحكومة السابقة لماريانو راخوي وتمت الموافقة على ذلك. من قبل مجلس النواب في 1 يونيو 2018. وهكذا في 7 يونيو تولت منصب وزيرة الاقتصاد والأعمال أمام الملك في قصر زارزويلا.
بعد استقالة كريستين لاغارد من منصب المدير الإداري لصندوق النقد الدولي في عام 2019، كانت كالفينو أحد المرشحين الذين اعتبرتهم الحكومات الأوروبية خليفة محتملًا، انسحبت بعد الجولة الأولى من التصويت بين ممثلي الاتحاد الأوروبي 28 دولة عضو وذهب المنصب إلى كريستالينا جورجيفا بدلاً من ذلك.

### نائب رئيس مجلس الوزراء
خلال المناقشة الانتخابية في 5 نوفمبر 2019 أعلن بيدرو سانشيز أنه سيتم تعيين كالفينو نائبًا اقتصاديًا للرئيس إذا تم انتخابه رئيسًا، المنصب الذي شغلت منصب النائب الثالث لرئيس الوزراء ووزيرة الشؤون الاقتصادية والتحول الرقمي في 13 يناير 2020 أمام الملك. في 31 مارس 2021 تمت ترقيتها إلى منصب النائب الثاني لرئيس الوزراء وفي 12 يوليو 2021 إلى منصب النائب الأول لرئيس الوزراء.
في هذه المرحلة الجديدة توسعت سلطات كالفينو في التقنيات الجديدة والتحول الرقمي، وخلقت في إدارتها مناصب جديدة تتعلق بهذه الشؤون، مثل وزير الدولة للرقمنة والذكاء الاصطناعي.